# Slag bij Guandu
De Slag bij Guandu (200) was een oorlog tussen de Chinese krijgsheren Cao Cao en Yuan Shao. Deze vond plaats bij de Gele Rivier in China.

## Aanleiding

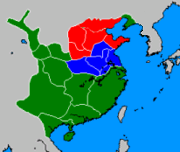
China's provincies in 200:
Cao Cao
Yuan Shao
Anderen

Sinds Dong Zhuo in 191 Keizer Xian had ontvoerd, was het centrale gezag in het Chinese Keizerrijk weggevallen. De regionale leiders (gouverneurs, nobelen, legergeneraals) vulden dit machtsvacuüm op door hun eigen rijk proberen te stichten. Cao Cao en Yuan Shao waren twee zulke leiders. Ondanks het feit dat het jeugdvrienden waren geweest en zij samen hadden gestreden tegen de Gele Tulbandenopstand (vanaf 184) en Dong Zhuo (190–191), kwamen zij daarna op hun weg naar roem tegenover elkaar te staan. In 200 was het Yuan Shao die de eerste zet deed en Cao Cao aanviel.

## Verloop

### Slag bij Baima
Bij Baima (letterlijk "wit paard") kwam het tot het eerste gevecht; Yuan Shao's leger, dat veel groter en sterker was dan dat van zijn tegenstander, werd verrast door een aanval van Guan Yu, Cao Cao's gastgeneraal. Deze doodde Yan Liang, een moedige generaal van Yuan.

### Slag bij Yanjin
Cao Cao gebruikte daarna een konvooi als lokaas, zodat de vijand in de val liep en werd verslagen. Guan Yu liet nogmaals blijken hoe sterk hij was door Yuan Shao's generaal Wen Chou te doden. Kort hierna echter hoorde Guan Yu dat zijn broeder Liu Bei in leven was en ontsnapte, Cao Cao herinnerend aan zijn eed.

### Slag bij Guandu
Ondanks twee nederlagen te hebben moeten verwerkt, mobiliseerde Yuan Shao zijn nog steeds enorme leger naar Guandu, waar Cao Cao zijn verdediging had opgebouwd. Yuan viel aan met belegeringstorens, vanwaar boogschutters een regen van pijlen loslieten op de vijand binnenin het kasteel. Een adviseur van Cao Cao bedacht een nieuw soort katapult, waarmee de torens werden verwoest.
Daarna probeerde Yuan Shao tunnels onder de muren te graven, maar dat mislukte door loopgraven, aangelegd door de vijand.

### Overwinning bij Wuchao
Ondanks dat Cao Cao's leger het uithield, begon het voedsel op te raken, en aan beide zijden deserteerden steeds meer soldaten. Tot Xu You van Yuan naar Cao overliep en hem zeer waardevolle informatie doorspeelde; Yuan Shao had al zijn voorraden opgeslagen in een depot bij Wuchao. Cao Cao besloot 's nachts een aanval te wagen met een speciale legereenheid. Deze rekende makkelijk af met de weinige bewakers en alle voorraadschuren werden verbrand.
Toen Yuan's soldaten dit hoorden, zakte het moreel van het leger in elkaar en moest Yuan Shao zich terugtrekken richting noorden. Enkele jaren later stierf hij.

## Verovering van het noorden
Na Yuan Shao's dood brak er een opvolgingsstrijd los tussen zijn zonen Yuan Shang en Yuan Tan. Cao Cao gebruikte dit en speelde de twee tegen elkaar uit. Eén voor een versloeg hij Shao's zonen en in 206 had hij heel noordelijk China onder controle.
Met deze overwinning werd Cao Cao's krijgsherenstaat de sterkste van heel China.